# 777 Tower
777 Tower je mrakodrap v centru kalifornského města Los Angeles. Má 53 pater a výšku 221 metrů, je tak 7. nejvyšší mrakodrap ve městě. Výstavba probíhala v letech 1988–1991 a za designem budovy stojí architekt César Pelli. Náklady na výstavbu činily přibližně 250 milionů dolarů. Budova disponuje 102 192 m2 převážně kancelářských ploch, které obsluhuje 27 výtahů. Hlavními nájemníky jsou firmy Marsh & McLennan Inc, American International Group, Kirkland & Ellis a několik dalších společností, které zabírají menší prostory.